# スティーブン・クラーク・フォスター
スティーブン・クラーク・フォスター（Stephen Clark Foster、1820年12月17日– 1898年1月27日）は、アメリカの政治家であり、軍事政権下で最初のロサンゼルス市長であった。フォスターは州憲法制定会議に出席し、州議会に選出された。彼は1856年にロサンゼルス市長に選出され、後にロサンゼルス郡の監督委員会に4期選出された。